# Аманда Лім
Аманда Лім (8 січня 1993) — китайська плавчиня.
Переможниця Ігор Південно-Східної Азії 2009, 2011, 2013 років, призерка 2007 року.